# Povijest rakete
Povijest rakete seže daleko u prošlost, premda je razvoj suvremenih raketa i astronautike započeo tek u 20. stoljeću, Još je oko 360. pr. Kr., u Staroj Grčkoj, Arhita iz Terenta po prvi put pokazao reaktivni princip. On je jednostavno napunio šuplju glinenu posudu vodom, zatvorio je i objesio konopcem iznad vatre. Zagrijavanjem voda se pretvorila u paru, koja je izlazeći kroz strateški smještene rupe pokretala posudu. Ovaj se primjer, u svojim različitim oblicima, i danas koristi za jednostavno demonstriranje ovog principa.
Za rani razvoj rakete, presudno je značenje imalo otkriće baruta. Vjeruje se da su prvi koji su ovladali spravljanjem i uporabom crnog baruta bili Kinezi, oko 200 godina pr. Kr. Miješanjem drvenog ugljena, kalijevog nitrata (salitra) i sumpora u različitim omjerima barut je izgarao brže ili sporije. U početku se najviše upotrebljavao za izrađivanje petardi, a negdje od oko 600. i za vatromet. No, prve prave rakete bile su tzv. "vatrene strijele". U početku su to bile uobičajene strijele, vrhova umočenih u lako zapaljivi katran, asfalt ili smolu, te lansirane lukom. Ključan korak načinjen je privezivanjem cjevastog kućišta napunjenog barutom (mješavina sa sporijim izgaranjem) za tijelo strijele, za čije lansiranje više nije bio potreban luk. Poslije je uočeno da takve strijele lete ravno i kada pera izgore, a barutno je kućište produženo do vrha dobilo svoj karakteristični šiljati oblik, pa su pera i vrh strijele uklonjeni. Rezultirajuća vatrena strijela, bila je vrlo slična današnjim vatrometnim raketama, a domet joj je bio oko 300 metara.
Najraniji zapis korištenja ovih prvih raketa spominje njihovu upotrebu u vojnoj opsadi Kaifenga, bivše prijestolnice Henan provincije, 1232. Budući da su vatrene strijele i druga oružja temeljena na barutu obilato primjenjivana u brojnim ratovima, njihova se uporaba brzo proširila, prvo na susjedne zemlje (Mongolija, Indija, Japan), a putem Mongola i Arapa u 13. stoljeću i na čitavu Aziju i istočnu Europu. Tako su u Europi krajem 13. stoljeća objavljena i prva znanstvena djela o proizvodnji baruta i njegovoj primjeni, a krajem 14. stoljeća raketa je dobila i svoje današnje ime.
1687. Isaac Newton objavio je u svom djelu "Philosophiae Naturalis Principia Mathematica" (Matematički principi prirodne filozofije) univerzalne zakone kretanja, u kojem je za razvoj rakete posebno značajan njegov zakon gibanja, koji kaže da za svaku akciju postoji jednaka i suprotna reakcija. On je također predvidio da ako neki objekt postigne dovoljno veliku brzinu i visinu, tada neće pasti natrag na Zemlju, nego će ući u njenu orbitu.
Do kraja 17. stoljeća nastavljen je razvoj i proširena upotreba rakete u ratne i zabavne svrhe. U 18. stoljeću, predvodnici u svjetskoj proizvodnji raketa bili su Francuzi i to većinom onih vatrometnih. Kolonijalnim osvajanjem Indije, krajem 18. i početkom 19. stoljeća, Britanci su naišli na žestok otpor i ubrzo se upoznali s demoralizirajućim učinkom indijskih raketa. Zbog toga nisu gubili vrijeme da istraže to oružje, rafiniraju ga i naprave svoje ratne rakete. Tako su oko 1805. nastale i prve Congreve rakete, prema pukovniku Williamu Congreveu, koji ih je i dizajnirao. Na temelju Congrevevih raketa napravljene su u 19. stoljeću i prve svijetleće rakete s padobranom (W. Congreve) i rakete za spašavanje brodova u nevolji (Henry Trengrouse). Budući da su ih Britanci obilato upotrebljavali u ratnim pohodima, postupno su i druge zemlje počele rabiti Congreveve rakete.
Sredinom 19. stoljeća, studije u Francuskoj i SAD-u pokazivale su da bi rakete bile mnogo preciznije i stabilnije kada bi se okretale. Britanac William Hale je prvi primijenio taj princip, kombinirajući repne peraje i sekundarne mlaznice. Tako su nastale prve vrtnjom stabilizirane rakete nazvane Hale rakete, maksimalnog dometa oko 2000 metara, što je bilo manje od Congrevevih raketa, ali su zato bile mnogo stabilnije. 
U drugoj polovini 19. stoljeća naglo se razvija konvencionalno topništvo, pa upotreba raketa u ratne svrhe sve više slabi. S druge strane jača upotreba raketa pretežno u mirotvorne svrhe, posebno u obliku signalne rakete, rakete za spašavanje brodova i rakete za izbacivanje harpuna. 
Tako je 1855. uvedena i prva dvostupanjska raketa (za spašavanje brodova), kako bi se povećao domet i težina konopca za spašavanje. Isto tako, vjeruje se da je 1881. Rus Nikolaj Kibalkič konstruirao prvi raketni zrakoplov, a možda i prvi pomično upravljivi raketni motor. Također, vjeruje se da je Pedro A. Paulet, peruanski kemijski inženjer, 1895. u Parizu provodio prve testove raketnog motora na tekuće gorivo (dušikov peroksid i benzin), ali to nikada nije potvrđeno.

## Od početka 20. stoljeća do kraja Drugog svjetskog rata
Krajem 19. i početkom 20. stoljeća rađaju se i započinju svoj rad prvi pioniri suvremenih raketa i astronautike. Veliki dio tih pionira bio je inspiriran svemirom i znanstvenom fantastikom, snom o boljem životu i ujedinjenom čovječanstvu, a posebice djelom Julesa Vernea "Put na Mjesec" i špekulacijama o otkriću života na Marsu (Marsovi kanali). 
Akumuliranjem znanja i naglim razvojem znanosti i tehnologije, ta je fantastika naizgled postajala sve dohvatnija realnost. Prvi su pioniri, međutim, samo djelomično okusili tu realnost i to tek u dubokoj starosti, no uspjeli su velikim odricanjima i napornim radom, često u osami i vrlo nepovoljnim okolnostima, postaviti temelje za generacije koje su dolazile. Najistaknutiji menu njima bili su Konstantin Ciolkovski (Rusija), Robert Goddard (SAD) i Hermann Oberth (Europa, Austro-Ugarska, potom Njemačka).

### Konstantin Ciolkovski
Konstantin Ciolkovski je završio svoj najznačajniji rad “Istraživanja svemirskog prostora pomoću reaktivnih aparata”, koji je objavljen tek 1903. Za izvođenje praktičnih pokusa s raketama nikada nije imao dovoljno sredstava, pa se zbog toga još intenzivnije bavio teorijom. Izračunao je, u poznatim jednadžbama Ciolkovskog, da minimalna brzina koja je potrebna da raketa dostigne minimalnu planetarnu putanju ili orbitu, 8 km/s i da to može postići višestupanjska raketa koja će imati kao gorivo tekući kisik i tekući vodik. Uspio je ispravno nacrtati komoru izgaranja rakete hlađene tekućinom, u kojoj su se palila dva različita pogonska sredstva. 1927. je objavio ideju za lebdjelice ili “zračni jastuk”. Iznio je ideju i za svemirsko dizalo.

### Robert Goddard
Robert Goddard je za razliku od Ciolkovskog, rakete konstruirao, ali i izrađivao. Premda još nije čuo za teorije Ciolkovskog, u svojim je istraživanjima ne samo došao do gotovo identičnih zaključaka, već ih i dokazao. Premda su u početku ismijavane do točke da je proglašen i ludim, Goddard je danas znan kao "otac modernih raketa". 16. ožujka 1926. lansirao je Goddard, u okolici Auburna, službeno prvu svjetsku raketu na tekuće gorivo. Iako plod naporna rada, bio je to skroman događaj. Uređaj koji je vrlo malo nalikovao današnjim raketama, letio je svega nekoliko sekundi, no bio je to tek početak veličanstvenog razvoja. Pokusi su nastavljeni sve do ljeta 1929., kada je kod četvrtog, do tada najpotpunijeg lansiranja sa znanstvenim instrumentima (termometar, barometar, fotoaparat), raketa bila toliko bučna i sjajna da su mnogi očevici smatrali da se radi o nesreći zrakoplova.

### Hermann Oberth
Hermann Oberth je 1925. objavio knjigu "Raketa u planetarni prostor", koja je sadržavala teorije o raketama slične onima Ciolkovskog i Goddarda, no također je uključivala i razmatranja o učincima svemirskog leta na ljudsko tijelo. Ipak, Oberthova je najveća zasluga što je stvorio potrebnu podlogu i potaknuo daljnja njemačka i šira raketna istraživanja.

### Ostali začetnici astronautike
Nakon razdoblja samotnih pionira, koji su upalili iskru i postavili prve temelje, dolazi od sredine 1920-tih do osnivanja prvih udruženja. Tako do sredine 1930-tih nastaju prva raketna, astronautička i interplanetarna društva u Rusiji, Njemačkoj, Francuskoj, SAD-u i Velikoj Britaniji. Ta su udruženja počela okupljati sve veći broj raketnih pionira, te ubrzo počela
izvoditi vlastite pokuse i lansiranja raketa. Osim toga, ona su vrlo rano započela i intenzivnu međunarodnu suradnju i razmjenu ideja. U njima su stasale i nove mlade generacije raketnih pionira i stručnjaka, poput Wernhera von Brauna i Sergeja P. Koroljova, koje su nekoliko desetljeća kasnije, konačno uvele čovječanstvo u svemirsko doba.
Treba napomenuti da se u prvoj polovici 20. stoljeća usporedno s raketama i astronautikom, ali mnogo snažnije u smislu sustavnih i društvenih ulaganja, razvijala aeronautika, odnosno zrakoplovstvo. Zbog toga su mnogi istraživači raketa postupno počeli gledati na razvoj zrakoplovstva kao jedne od koraka u ostvarivanju leta u svemir, dok su se mnogi piloti i zrakoplovni inženjeri, u želji za dostizanjem sve većih brzina i visina počeli baviti raketama i astronautikom. To je naposljetku rezultiralo njihovom menusobnom suradnjom, te dovelo do početka razvoja suvremenih mlaznih i raketnih zrakoplova (JATO, V-1, Me 163-B, Bell X-1, itd.).

### A raketni projekt
Za daljnji razvoj suvremenih raketa i astronautike posebno su važna istraživanja u Njemačkoj, koja su započela s Hermannom Oberthom, a nastavljena u sklopu "Udruženja za astronautiku" (njem. Vereinigung fur Raumschiffahrt - VfR). To udruženje otvara 1930. stalni ured u Berlinu, a u njegovoj okolici, na napuštenoj vojnoj streljani i skladištu u Reinickendorfu, uređuje tzv. "raketni aerodrom" za izvođenje pokusa i lansiranje raketa. Prva raketa, pogonjena kombinacijom tekućeg kisika i benzina, isprobana je 1930. i nazvana Mirak 1 (minimalna raketa 1). Druga raketa, Mirak 2, s poboljšanim propulzijskim sistemom, isprobana je u proljeće 1931., ali je kao i kod prvog Miraka, pri statičnom ispitivanju, zbog prejakog zagrijavanja eksplodirao spremnik tekućeg kisika. Nakon toga, VfR je počeo graditi novu seriju raketa nazvane "Repulsor", izvana hlađene vodom. Repulsor 4 raketa dostigla je visinu od 1500 m i vraćena je padobranom.
Kako su se počele testirati sve snažnije rakete, krajem 1931. pojavio se problem dodatnog hlađenja komore izgaranja, jer vanjsko hlađenje vodom više nije bilo dovoljno. Za vrijeme pogona, komore izgaranja su se sve više zagrijavale, pa bi se njihove stijenke, često u blizini ispušne sapnice, jednostavno rastalile (temperature preko 3000 °C). Došlo se na ideju da se osim vanjskog hlađenja primijeni i unutrašnje hlađenje vodom, tako da se (umjesto uvođenja trećeg spremnika i sapnice) voda unaprijed pomiješa s gorivom. Budući da se benzin nije mogao miješati s vodom, kao novo gorivo odabran je alkohol (kojeg je spominjao još i Oberth) pomiješan s vodom. Kod sadržaja 60-70 % alkohola, radila je komora izgaranja na opće zadovoljstvo. Uz to, nezgodno dotadašnje vanjsko hlađenje vodom zamijenjeno je vanjskim hlađenjem gorivom, tako da se mješavina alkohola i vode prvo tlačila kroz rashladni plašt komore izgaranja, a tek potom uštrcavala u nju.
Njemačka se policija 1932. godine počinje protiviti testiranju raketa unutar gradskog okruga Berlina, a Adolf Hitler počinje ograničavati aktivnosti organizacija koje su imale znatne odnose s međunarodnom zajednicom, pa članstvo u VfR-u naglo opada. Suočavajući se s potpunom eliminacijom, VfR daje zamolbu njemačkoj vojsci da im pomogne nastaviti raketna testiranja, koja im dopušta lansiranje jedne Repulsor rakete sa svoje zone za testiranje u Kummersdorfu (utemeljene u svrhu vojnog istraživanja raketa još 1930.). Nakon toga, njemačka vojska dopušta Wernheru von Braunu da nastavi pokuse, dok radi na izradi svoje doktorske teze o pojavi raketnog izgaranja, služeći se postrojenjem u Kummersdorfu. 
Do početka 1934., Hitler je izdao zapovijed da za sveukupno područje raketne tehnike ima isključivo biti nadležan Ured za naoružanje, pa su sve raketne skupine u Njemačkoj, uključujući VfR, raspuštene, a rezultati njihova rada većinom zaplijenjeni. Nakon toga, dio istraživača jednostavno je prekinuo istraživanja, jedan dio je otišao u inozemstvo, a jedan dio, poput Wernhera von Brauna, nastavio je raditi za vojsku. Glavna raketna istraživanja nastavljena su pod okriljem Vojnog ureda za naoružanje, koje je na terenu u Kummersdorfu, 28 kilometara južno od Berlina izgradilo posebno ispitivalište za rakete na pogon tekućinama.
Pod upravom kapetana Waltera Dornbergera, Kummersdorfski tim je ubrzo dizajnirao i izgradio A-1 (A raketni projekt) raketu, pogonjenu kombinacijom tekućeg kisika i alkohola, stabiliziranu žiroskopom, duljine 1,4 m, potiska 300 kg. Bila je sklona zapaljenju spojenih spremnika, a žiroskop je bio previše udaljen od centra mase rakete. Nasljednica, raketa A-2 imala je odvojene spremnike, a žiroskop je bio smješten između spremnika, blizu centra mase. Lansirane na otočju Sjevernog mora krajem 1934., postigle su visinu leta od oko 2,2 km. 
Pokusi u Kummersdorfu nastavljeni su sa sve većim uspjehom, no prostor je postao premalen za izvođenje pokusa sa sve većim i snažnijim raketama, pa je 1936. započela izgradnja novog raketnog ispitivališta u Peenemundeu, na Baltičkoj obali. Uskoro se na postolju za ispitivanje u Kummersdorfu našla i nova von Braunova raketa A-3, dugačka šest i pol metara, mase 750 kg i potiska 1500 kg. Raketa A-3 bila je besprijekorno stabilna, ali je vatreni mlaz na velikim visinama oštećivao kormilna krila, jer se ondje nešto širio (manji atmosferski tlak). K tome, ona nije bila uređena za to da ponese "koristan teret".
Šef generalštaba tražio je, međutim, raketu velikog dometa, koja bi mogla ponijeti velike korisne terete i sigurno pogoditi cilj. Dogovoreno je da će se izgraditi nova velika raketa, koja bi bila u stanju ponijeti tonu eksploziva na udaljenost od 250 kilometara. Ti su kriteriji vodili direktno ka razvoju A-4 rakete. No, prije toga trebalo je usavršiti kormila na A-3 dodavanjem molibdena, a kada to nije uspjelo istraživanja su nastavljena na raketi A-5, s jednakim motorom, ali jačim grafitnim kormilima u samom vatrenom mlazu, te dodanim padobranom. Također, obavljana su i aerodinamička ispitivanja, izbacivanjem željeznih modela rakete iz zrakoplova s visine od 7000 m. Tako je na manjoj raketi A-5 razvijana tehnologija za veliku A-4 raketu.
Ljeti 1939. godine poletjele su prve četiri nove A-5 rakete iz Peenemundea. Težile su gotovo 900 kg i dostigle visinu od 12 000 m. Nakon sedmogodišnjeg rada na pogonu tekućinama konačno je postignut potpuni uspjeh. No, ono što je uspjelo izvesti s raketom A-5, trebalo je potom postići i s raketom A-4. Često se čuo i prigovor da je velika raketa u omjeru s teškim bombarderom, koji može na željene udaljenosti ponijeti daleko veće terete, odviše skupa, pa je umalo došlo do zastoja. Međutim, sve su zapreke savladane i raketa A-4 dovršena je za manje od tri godine. U divovskim raketnim laboratorijima prostranih zgrada u Peenemundeu grmjele su na ispitivalištima goleme nove rakete i postepeno se usavršavale.
3. listopada 1942. stajala je na postolju za lansiranje velika raketa, oličena naizmjence crnom i bijelom bojom u velikim površinama, da bi se njezini pokreti mogli bolje promatrati. Deset sekundi prije paljenja poletjela je uvis dimna raketa kao upozorenje na opasnost. Glavni inženjer pogona ukopčao je prvu od tri poluge. Iz sapnice navire dim i kiša iskri. Druga poluga, kiša iskri pretvara se u divan plamen žućkasto-crvene boje, a dim postaje gušći. Aerodinamički potisak raste na otprilike 1 tonu, međutim to nije dovoljno da se podigne raketa teška 12 i pol tona. Tri sekunde kasnije okrene inženjer i treću polugu. Visoko gore s vrha projektila, otkopča se kabel. Raketa se prekopčala na svoje vlastite baterije. Sada se turbopumpe okreću brzinom od 4000 okretaja u minuti. Radnim učinkom od 405 kW tlače 125 litara tekućeg kisika i alkohola u sekundi u komoru izgaranja. Potisak raste na 25 tona i let započinje. 
Raketa se poput dizala mirno uzdiže s postolja za ispaljivanje, a potom sve brže i brže juri svojom putanjom. Nakon što je postigla dvostruku brzinu zvuka i uzletjela na visinu veću od 10 000 metara razabire se još samo dalekozorom, no ubrzo se na nebu iza nje pojavljuje bijela kondenzatna pruga. Nakon 60 sekundi konačno prestaje izgaranje goriva. Bežičnim prijenosom zatvaraju se ventili na spremnicama za pogonska goriva. Projektil sada leti bez pogona dalje u svemir. Tek na visini od 90 km prestaje se raketa uzdizati. Njezinu brzinu uzleta poništila je privlačna sila Zemlje. Sada počinje pad. Raketa juri dalje okrenuvši šiljak prema Zemlji i o naš planet udara kinetičkom energijom od 150 milijuna kilogrammetara. Pokus je uspio.
Mjerenje putanje leta dalo je kao rezultat prvog pokusa domet od 190 km. Pred mjernim instrumentima nalazio se ovdje i Hermann Oberth, razmišljajući o proteklim godinama. Braun i Steinhoff odletjeli su do mjesta na koje je, prema izvršenim mjerenjima, trebala pasti raketa. Ondje se u moru našli veliku zelenu mrlju. Prije nego što je poletjela, smjestili su joj u šiljak vrećicu sa zelenom bojom (fluorescin).

## Drugi svjetski rat

### Raketa V-2
Raketa V-2 (Aggregat A-4) bila je dugačka oko 14 metara, široka 1,8 m, raspona krila stabilizatora 3,6 m, te je čitava ukupno težila oko 13 tona. Prva 2 metra na vrhu sačinjavala je eksplozivna bojna glava, napunjena s 1 tonom konvencionalnih eksploziva. Ispod nje nalazila se 1,5 metarska sekcija s instrumentima, 6 metarska sekcija sa spremnicima za gorivo i 4,5 metarska sekcija koja je sadržavala motor. Sekcija s instrumentima sadržavala je automatski pilot, akcelerometar i radio opremu. Automatski pilot je bio napravljen od dva električna žiroskopa koja su stabilizirala kretanje rakete po različitim osima, šaljući električne signale nizu upravljačkih kormila na stabilizatorima i u podnožju motora. Sekcija s instrumentima sadržavala je također i nekoliko čeličnih boca koje su sadržavale komprimirani dušik, koji je služio za održavanje tlaka u spremnicima goriva i za pokretanje nekih ventila.
V-2 raketa sadržavala je dva spremnika za gorivo. Jedan spremnik je sadržavao tekući kisik, dok je drugi sadržavao kombinaciju 75 % alkohola i 25 % vode (dodatno hlađenje). Sam motor sastojao se od komore izgaranja, ventila, cijevi za gorivo, pumpe za tekući kisik, pumpe za alkohol, parom pogonjene turbine koja je pogonila obje pumpe za gorivo (pomoćno gorivo vodikov peroksid se na dovoljno visokoj temperaturi pretvaralo u kisik i vodenu paru, a vodena para je pokretala turbine, koje su stvarale tlak za uštrcavanje goriva u motor). Zgotovljene V-2 rakete transportirane su željezničkim vozilom iz tvornice u skladišna područja, te prebačene putem specijalnih prikolica i dizalica. Skladištenje je trajalo svega nekoliko dana, jer su pokusi pokazali da duže skladištenje rezultira većim brojem neuspješnih lansiranja. Nakon što su bile uskladištene, rakete su transportirane kamionima i vagonima na njihova lansirna područja. 
Pripreme za lansiranje obuhvaćale su instaliranje komponenti za navođenje, upravljačkih lopatica, upaljača motora i ukrcavanje goriva. Prije lansiranja napravljeno je i nekoliko redovitih testova, uključujući tzv. "suho provjetravanje" spremnika za gorivo komprimiranim dušikom, kako bi se otkrili eventualni procjepi(što se otprilike čini i danas). Lansiranjem je upravljano sa zaštićene lokacije, 200 do 300 m dalje od rakete, najčešće iz oklopnog vozila. Kada je raketa bila spremna za let, kontrolni časnik bi električnim putem upalio upaljače. Protok goriva uključen je putem elektromagnetskih ventila. Tekući kisik i alkohol tekli su pod utjecajem gravitacije u ispušnu sapnicu, gdje su upaljeni uz pomoć upaljača. To nije bilo dovoljno da se raketa pokrene, ali je dalo kontrolnom časniku vizualnu indikaciju da raketa pravilno radi, pa bi on potom električnim putem pokrenuo pumpe za gorivo. Nakon otprilike 3 sekunde, parna turbina pumpe za gorivo dostigla je svoju punu brzinu, protok goriva dostigao je svoju punu vrijednost od 275 kg/s, a potisak motora punu snagu od oko 32 tone (320 kN).
Raketa V-2 se nakon toga počela polako okomito uspinjati oko 4 sekunde, te je potom uz pomoć žiroskopskog sustava upravljanja usmjerena na svoj programirani lansirni kut (najčešće 45°, što daje najveći domet). Nakon otprilike 70 sekundi protok goriva je prekinut i motor je ugašen, a raketa je dostigla brzinu od 1,5 do 2 km/s i visinu od 80 do 90 km, nastavljajući svoj let po inerciji balističkom putanjom na daljinu do 350 km.
Rad na usavršavanju A-4 raketa i njihova daljnja pokusna lansiranja nastavljena su u većim, odnosno manjim vremenskim razmacima. Noću, 16. na 17. kolovoza 1943., saveznički su bombarderi napali Peenemunde i nanijeli bazi velike ljudske i materijalne gubitke, jer su obavještajne službe otkrile da će uskoro početi masovna serijska proizvodnja ovog novog tajnog oružja. No, u međuvremenu je izgrađena nova tvornica i raketno postrojenje Mittelwerk, u Harz gorju, u središnjoj Njemačkoj, pa su ispitivanja i serijska proizvodnja vrlo brzo nastavljeni.
Dne 15. ožujka 1944., Gestapo je uhitio von Brauna i njegova dva suradnika zbog navodne sabotaže A-4 programa, te pod optužbom da im je jedini cilj konstruiranje raketa za let u svemir, a ne oružja. Međutim, Dornberger je direktno apelirao Hitleru i uvjerio ga u važnost von Brauna i njegovog tima, pa su oni ubrzo oslobođeni.
Uvečer, 8. rujna 1944., prva raketa tipa A-4, popularno nazvana V-2 (njem. Vergeltungswaffe 2 - oružje osvete 2), pala je na London. Kod gradića Wassenaar u Nizozemskoj, nedaleko Den Haaga, poletjela je okomito uvis, postigla najveću visinu leta od 80 km i prenijela gotovo 1000 kg eksploziva na udaljenost od preko 300 km.
Njemačka V-2 raketa smatra se jednim od najznačajnijih dostignuća Drugog svjetskog rata, odmah nakon razvoja američke atomske bombe. Međutim, treba napomenuti da su njemački inženjeri do kraja rata predvidjeli i brojne nove verzije raketa, kasnije zapravo ostvarene u okviru američkog i ruskog raketnog i svemirskog programa. Tako su osmišljeni koncepti sve do A-12 rakete, koja je predstavljala prvi stupanj trostupanjske rakete potiska od 1000 tona, koja bi mogla u svemir ponijeti koristan teret od 30 tona.
Početkom 1945. bilo je jasno da će Njemačka izgubiti rat, pa se Wernher von Braun tajno sastao s višim osobljem kako bi odlučili hoće li ostati u Peenemundeu i tako se vjerojatno predati Sovjetima ili otići južnije i predati se Amerikancima. Sa svih strana stizale se različite zaqpovijedi, a na kraju je odlučeno da će se ljudi i oprema povući u grad Bleicherode, u Harz gorju i tamo se predati američkim snagama. Von Braun je uredio da se tone osjetljivih dokumenata, kao i obitelji njegovih suradnika i zaposlenika prebace na jug. Rat je izgubljen i Njemačka mnogo godina neće moći graditi ni rakete, ni raketne avione, ni raketne brodove za prodor u međuplanetarni prostor. Pritom je postojala opasnost, da će bogata tradicija njemačke istraživalačke djelatnosti na području leta u svemir propasti u krhotinama tog vremena.
Nakon što su stigli na odredište, von Braun je preko svog brata kontaktirao saveznike, nakon čega su oni organizirali izvlačenje prvo višeg osoblja, a potom i masovnu evakuaciju ostalih zaposlenika i njihovu pripremu za siguran transport u SAD. Saveznici su 10. travnja 1945. osvojili Mittelwerk postrojenje, te su američke snage potom brzo provele plan izvlačenja raketa i opreme iz tvornice, jer je prema ugovoru iz Jalte ovo područje trebalo potpasti pod utjecaj Sovjetskog Saveza. Većina opreme transportirana je željeznicom iz Nordhausena u Antwerpenu, krajem svibnja, samo jedan dan prije dolaska Sovjeta. Preveženo je 341 vagona opreme, odnosno dovoljno materijala, opreme i dijelove da se napravi oko 100 V-2 projektila. Potom je cjelokupni teret iz Antwerpena prebačen brodovima u New Orleans, a zatim u Novi Meksiko (White Sands Proving Ground, Roswell), SAD.
U isto doba odvijala se potraga i prenošenje vitalnih dokumenata koje je von Braun prethodno pohranio u tunele u planinama Harz i koji su sadržavali detaljne informacije o razvoju njemačkih raketa od 1932. do 1945.

## Razdoblje nakon Drugog svjetskog rata
U kolovozu 1945. von Braunu i njegovim suradnicima američka je vojska ponudila jednogodišnje ugovore. Ugovori su ponuđeni samo glavnim znanstvenicima i inženjerima. Članovi obitelji ostali su u Europi pod skrbništvom vojske, a troškovi njihova zbrinjavanja odbijani su od plaća znanstvenika. Svih 127 znanstvenika kojima je ugovor ponuđen prihvatili su ga. Prva grupa od 7 njemačkih znanstvenika, uključujući Wernhera von Brauna, stigla je u Fort Strong u Bostonu, krajem rujna. Vojska je transportirala von Brauna u Washington da započne seriju sastanaka s vojnim zapovjednicima, a šest ostalih znanstvenika prebačeno je u Aberdeen Proving Ground da započnu pregledavati i sređivati tone tamo transportiranih njemačkih dokumenata. Nakon toga svi su znanstvenici, uključujući von Brauna, prebačeni u Fort Bliss, u Teksasu, gdje je vojska uredila ispitni poligon za navođene projektile.
Iako je SAD priskrbio glavni dio kompetentnih njemačkih raketnih stručnjaka, Sovjetski Savez, a dijelom i Francuska i Velika Britanija, osigurali su također jedan dio njemačkih znanstvenika i opreme. Nakon što su preuzele jurisdikciju nad Mittelwerk postrojenjem, u lipnju 1945., sovjetske su snage ubrzo počele sakupljati i ispitivati preostalo njemačko raketno osoblje. Osigurano je oko 3 500 ljudi, ali to je bilo pretežno nestručno osoblje ograničene vrijednosti za razvoj rakete. Oko 5 000 ljudi uključeno u njemačku raketnu industriju već je napustilo Mittelwerk područje s von Braunom prije kraja rata, a još je 1 000
pobjeglo iz područja nakon što su Sovjeti preuzeli nadzor. 
Najveći sovjetski dobitak bio je visoki njemački znanstvenik Helmut Grottrup, koji je potpisao dobrovoljni radni ugovor s Crvenom armijom, sličan onome kojeg su Amerikanci ponudili von Braunu. Grottrup je postavljen da vodi ponovno oživljeno raketno proizvodno postrojenje Mittelwerk, gdje je također provodio istraživanja pod sovjetskim nadzorom. Grottrup je ostao u Mittelwerku sve do listopada 1946. godine, kada je zajedno s još 200 svojih njemačkih suradnika bez najave premješten u Rusiju. Tamo su u ograničenom obimu sudjelovali u razvoju sovjetskih raketa. Napredna raketna istraživanja koja su bila u tijeku u SSSR-u držana su u tajnosti od njemačkih znanstvenika, jer ih je poslije trebalo vratiti u Njemačku. 
Britanci i Francuzi su odmah poslije rata također ograničeno iskoristili njemačke znanstvenike, ali ni jedni ni drugi nisu imali dovoljno resursa da se nastave baviti naprednim programima razvoja raketa i balističkih projektila.

### Hladni rat
Nakon Drugog svjetskog rata Njemačka i većina ostalih europskih zemalja bile su u ruševinama. Jedine zemlje koje su bile istinski u stanju nastaviti razvijati rakete bile su SAD i SSSR, koje su u međuvremenu postale dvije najveće svjetske velesile. U svijetu se do kraja Drugog svjetskog rata u razvoj raketa utrošilo mnogo manje materijala i na njemu se radilo s mnogo manje elana nego u Njemačkoj, pa su njemačka raketna istraživanja i njeni raketni stručnjaci u velikoj mjeri uključeni u daljnji razvoj raketa u tim zemljama.
No, od sredine 1950-tih, nakon proglašenja Međunarodne geofizikalne godine (IGY), sovjetskog lansiranja Sputnika i postupne obnove ratom razrušenih gospodarstva, europske su se zemlje počele udruživati oko projekta razvoja vlastite rakete i vlastitog svemirskog programa, a u tom su smjeru krenule i Japan, Kina, Indija, Kanada, Brazil i neke druge zemlje.

### Sjedinjene Američke Države
Iako je američko istraživanje raketa do kraja Drugog svjetskog rata, u usporedbi s razvojem u Njemačkoj, bilo skromnih razmjera, solidna testna podloga bila je za to vrijeme uspostavljena. Tome su doprinijela tri glavna, iako tek poslije povezana čimbenika. Prvo, to su Goddardova istraživanja, drugo to su istraživanja i rad Američkog interplanetarnog (kasnije raketnog) društva i treće istraživanja pri Kalifornijskom institutu za tehnologiju.
Američko interplanetarno društvo ili AIS (engl. American Interplanetary Society) osnovali su 1930. Edward G. Pendray i David Lasser. Bilo je to prvo udruženje u Americi, koje je gradilo i iskušavalo rakete. Pendray je sa svojom ženom 1931. posjetio njemački raketni aerodrom u Berlinu, pa je po povratku u SAD odlučeno da će AIS, po uzoru na VfR, konstruirati vlastite rakete. Četiri godine nakon osnutka, 1934., udruženje mijenja ime u Američko raketno društvo ili ARS(engl. American Rocket Society) i počinje raditi na razvoju i popularizaciji raketne tehnike. Članovi tog udruženja 1941. stvaraju jezgru poduzeća "Reaction Motors", Inc., prve kompanije posvećene isključivo razvoju raketne tehnologije (JATO i testne rakete).
Pravi razvoj američke rakete započeo je 1936., kada je istraživalac zrakoplovstva i aerodinamičar prof. dr. Theodore Karman u Visokoj tehničkoj školi Kalifornije osnovao neku vrst udruženja za istraživanje raketa. Tom su udruženju pristupili istraživači Frank J. Malina, Hsue-Shen Tsien, A. M. O. Smith, John W. Parsons, Edward S. Forman i Weld Arnold, koji je i financirao prve radove. Glavni cilj te skupine bila je konstrukcija rakete za istraživanje velikih visina. Rad je, međutim, dao mnogo veće rezultate. Istraživači su otkrili čitav niz novih pogonskih sredstava za rakete, stvorili prvu američku pomoćnu raketu za start aviona i izvršili važna istraživanja teoretskih osnova.
Tijekom Drugog svjetskog rata ova je grupa, povezana s Kalifornijskim institutom za tehnologiju, utemeljila "Aerojet Engineering Corporation", raketno poduzeće koje se također bavilo razvojem i proizvodnjom testnih i pomoćnih raketa za uzlijetanje zrakoplova. 
29. srpnja 1958. osnovana je NASA s ciljem osiguranja da mirotvorno istraživanje svemira od strane SAD-a provodi civilna, a ne vojna organizacija. Američka je vojska istodobno nastavila voditi svoj paralelni vojni svemirski i raketni program, 1984. godine konačno ujedinjen pod autoritetom Američkog svemirskog zapovjedništva (engl. US Space Command;;), koristeći se glavnim pripremnim i lansirnim područjima u vojnom dijelu Cape Canaverala (Florida) i Vandenberga (Kalifornija). 
NASA je odmah sklopila ugovore s američkom vojskom i njenim dobavljačima o opskrbi raketama, potrebnim za lansiranje civilnih satelita i svemirskih letjelica. Glavna NASA-ina lansirna vozila, uključujući Redstone, Juno, Atlas, Delta (Thor) i Titan rakete, kao i njihovi dodatni gornji stupnjevi Able, Agena i kasniji kriogenički Centaur, proizlazili su direktno iz vojnih programa. NASA je od vojske naslijedila i vojno sponzorirani Jet Propulsion Laboratory (JPL), te ABMA-in dizajnerski tim predvođen Wernherom von Braunom, čija je stručnost za NASA-u bila od vitalne važnosti.

### Sovjetski Savez (Rusija)
Sovjetska raketna istraživanja, namijenjena nastavku rada Ciolkovskog, započela su 1924., kada je sovjetska vlada osnovala "Središnji ured za istraživanje problema raketa" i "Svesavezno društvo za istraživanje interplanetarnog leta". Nakon reorganizacije 1928. još značajniju ulogu u tim istraživanjima dobila je i Akademija znanosti, čiji je član 1919. postao i sam Konstantin Ciolkovski. Sovjetski vladin raketni tim, predvođen Fridikom Arturovićem Tsanderom i Valentinom Petrovićem Gluškom počeo je 1930-tih godina ispitivati niz raketnih motora na tekuće gorivo. Jedne od raketa koje su proizišle iz tih istraživanja bile su "GIRD-X", raketa teška 30 kg, dugačka 2,5 m i široka 15 cm, koja je tijekom testiranja 1933. Postigla visinu od 5 km, te 100 kg teška, 3 m dugačka i 30 cm široka raketa "Aviavnito", koja je 1936. dosegla visinu od gotovo 6 km. 
Najpoznatija sovjetska ratna raketa razvijena tijekom Drugog svjetskog rata bila je Kaćuša, raketa na kruto gorivo ispaljivana iz višecijevnih raketnih bacača i maksimalnog dometa od 5 do 10 km. 
Pri kraju Drugog svjetskog rata američke su snage iz Mittelwerk postrojenja sovjetima doslovno pred nosom odnijele glavninu njemačke opreme i V-2 raketa, te osigurale većinu ključnih njemačkih raketnih znanstvenika. Ipak, SSSR je uspio osigurati Mittelwerk postrojenje, kao i važne njemačke znanstvenike Helmuta Grottrupa (stručnjaka za navođenje) Ericha Putzea (stručnjaka za proizvodnju) i Wernera Bauma (stručnjaka za propulziju).
Također, osigurano je i nekoliko stotina radnika Mittelwerk postrojenja. Međutim, najvažnije od svega je to što je Sovjetski Savez već imao svoje raketne stručnjake, poput A. G. Kostikova, koji je konstruirao ratne rakete "Kaćuša" i Sergeja Koroljova, smatranog ocem modernih sovjetskih raketa.
Povijest modernih sovjetskih lansirnih vozila, kao i ulazak čovječanstva u svemirsko doba, započinje 1957., kada je SSSR lansirao prvi interkontinentalni balistički projektil "R-7" (Semjorka), jednostupanjsku raketu s četiri pomoćna raketna motora, koja je u svom modificiranom obliku, 4. listopada 1957. lansirala prvi umjetni satelit Sputnik 1 u Zemljinu orbitu.
Prvi svemirski let čovjeka u povijesti započeo je 12. travnja 1961. Na kozmodromu Bajkonur. U kabini svemirskog broda i lansirnog vozila Vostok (proizišlog iz interkontinentalnog balističkog projektila "R-7"), Jurij Gagarin, prvi kozmonaut svijeta, obletio je jedanput Zemlju i nakon 108 minuta leta uspješno se vratio u relativnu blizinu mjesta s kojega je i poletio. 
Uz pomoć Proton rakete SSSR je u razdoblju od 1971. do 1982., u orbitu lansirao sedam svemirskih stanica Saljut, što je kulminiralo 1986. lansiranjem velike svemirske postaje Mir. Kontinuirana ljudska prisutnost u zemljinoj orbiti održavana je uz pomoć rakete i svemirskog vozila "Sojuz", konstruiranog još 1967. za potrebe misije na Mjesec, te njegove izvedenice, teretnog i servisnog vozila Progres. 
25. veljače 1992. godine osnovana je Ruska svemirska agencija ili RKA, kao ključna inovacija u novoj organizaciji ruskog (civilnog) svemirskog programa. Zapošljavala je svega nekoliko stotina djelatnika (MOM prije ukupno oko 2 milijuna) i naslijedila neka postojeća postrojenja i institute. Zahvaljujući iskustvu svojih djelatnika, bivših stručnjaka, političara i upravitelja svemirskog programa, brzo je zadobila autoritet i u zemlji i inozemstvu. U ožujku 1999., objavljeno je da će ovlasti nad 350 poduzeća u zrakoplovnoj industriji (prethodno ovisnih o Ministarstvu obrane) biti prenesene na RKA, pa je u srpnju iste godine RKA postala "RAKA" (Ruska zrakoplovna i svemirska agencija).

### Europa
Razvoj europskog lansirnog vozila ima dugu i mukotrpnu povijest. Nakon Drugogog svjetskog rata, jedine zemlje u Europi sposobne za pokretanje programa balističkih projektila bile su Velika Britanija i Francuska. Kada je lansiran Sputnik, ove su zemlje odmah pokrenule svoje nacionalne programe, nadajući se da će postupno postići pristup u svemir. Financijski razlozi odveli su glavne europske države do razmatranja partnerstva, istodobno se ne odričući vlastitih nacionalnih ambicija. 
Do 1960., širokog spektar ljudi shvatio je važnost svemira, posebno onih znanstvenika uključenih u europska nuklearna istraživanja, što je vodilo osnivanju Europske pripremne komisije za svemirska istraživanja (COPERS). Prvi pokušaj koncentriranja nacionalnih napora u jedan zajednički europski program napravljen je 1962., što je poslije dvije godine (nakon ratifikacije) dovelo do nastanka dviju različitih organizacija:
- Europske organizacije za svemirska istraživanja (ESRO), namijenjene znanstvenim istraživanjima i konstrukciji satelita
- Europske organizacije za razvoj lansirnih vozila (ELDO)

Neovisan pristup svemiru ključan je element Europske svemirske politike, koja je ponajviše predvođena pozicijom Francuske, jer je ona od samih početaka obilno investirala u svemirski sektor. Za razvoj svojih lansirnih vozila, ESA je od Francuske svemirske agencije (CNES) preuzela Ariane program, pokrenut još 1972., kao i njen svemirski lansirni centar GSC (engl. Guiana Space Center), kraj grada Kourou, u Francuskoj Gvajani, čiji je razvoj Francuska započela još 1964., nakon što je Alžir postao neovisan.
Europska svemirska agencija ili ESA danas okuplja 17 zemalja članica, s Kanadom, Češkom, Mađarskom i Rumunjskom ima potpisan sporazum o suradnji, a sve čvršće surađuje i s Europskom unijom (EU). Glavno sjedište organizacije je u Parizu, a pojedini specijalizirani centri i poduzeća nalaze se širom Europe, što ovisi i o doprinosu pojedine zemlje budžetu ESA-e. Zemlje članice i partnerske zemlje dio svog proračuna alociraju ESA-i, a drugi dio upotrebljavaju za vođenje svojih nacionalnih programa. Najviši proračun ima Francuska svemirska agencija (CNES), potom Njemačka (DLR), Italija (ASI) i Velika Britanija (BNSC), dok najniži budžet imaju agencije novih partnerskih zemalja u tranziciji - Češke, Mađarske i Rumunjske.

### Japan
Japanska aeronautička i svemirska istraživačka agencija ili JAXA (engl. Japan Aerospace Exploration Agency) osnovana je 1. listopada 2003., od sve tri do tada neovisne institucije odgovorne za svemirska pitanja (ISAS, NASDA, NAL), sjedinjene su u novu jedinstvenu organizaciju. JAXA je do danas već lansirala nekoliko satelita i sudjeluje u misijama poput istraživanja asteroida i planiranju misija na Mjesec. Za lansiranje tehnoloških, meteoroloških, navigacijskih, telekomunikacijskih i sličnih satelita JAXA koristi NASDA-inu "H-2A" raketu, dok za znanstvene misije (poput rendgenska astronomije) koristi ISAS-ovu "M-5" raketu na kruto gorivo. Osim toga, u suradnji s inozemnim partnerima, JAXA razvija prvu svjetsku raketu (GX) pogonjenu tekućim prirodnim plinom.

### Kina
Kineska nacionalna svemirska agencija ili CNSA (engl. China National Space Administration) nastaje 1993., reformiranjem Ministarstva zrakoplovne i raketne industrije, a to je civilno tijelo po uzoru na zapadne svemirske agencije i odgovorno za nacionalnu svemirsku politiku, te Kineska aerospace korporacija ili CASC (engl. China AeroSpace Corporation), odgovorna za provedbu i 1998. podijeljena na velik broj manjih poduzeća u državnom vlasništvu, ali sa samostalnom upravljačkom strukturom.

### Indija
Indijske svemirske aktivnosti prvi su se put pojavile početkom 1960-ih godina, kada je, pod kontrolom Ministarstva za atomsku energiju, osnovana Nacionalna komisija za istraživanje svemira ili INCOSPAR (engl. Indian Comittee for Space Research). INCOSPAR je 1962., u Thumbi, na samom jugu Indije, vrlo blizu zemljinog magnetskog ekvatora, odlučio izgraditi bazu za lansiranje atmosferskih i suborbitalnih (sounding) raketa - TERLS (engl. Thumba Equatorial Rocket Station). U tu je svrhu u SAD, na 6-mjesečnu obuku, poslan indijski raketni tim, pa je prva sounding raketa lansirana iz TERLS-a bila američka raketa Nike-Apache. Prva sounding raketa razvijena i proizvedena u Indiji bila je jednostupanjska sounding raketa Rohini (RSR), lansirana 1967. godine na visinu od oko 10 km (koristan teret 7 kg), te potom dvostupanjska RSR raketa visinskog dometa od 320 km (koristan teret 100 kg). 
U TERLS-u su u sklopu međunarodne suradnje lansirane i brojne inozemne sounding rakete (magnetski ekvator Zemlje - studije donje i gornje atmosfere i ionosfere). Stečeno iskustvo dovelo je 1965. Do utemeljenja svemirskog znanstveno-tehnološkog centra u Thumbi. Četiri godine kasnije (1969.), INCOSPAR je reformiran i radi objedinjavanja svih svemirskih aktivnosti stvoren je Indijska svemirska istraživačka organizacija ili ISRO (engl. Indian Space Research Organisation), još uvijek pod nadzorom Ministarstva za atomsku energiju. Iste, godine, prof. Vikram Sarabhai, otac indijskog raketnog programa, formirao je tim znanstvenika sa zadaćom razvoja indijskog lansirnog vozila za lansiranje satelita - SLV (engl. Satellite Launch Vehicle). Kasnije je voditelj tog projekta postao dr. Abdul Kalam (bivši predsjednik Indije). Istodobno, u tu je svrhu započeta izgradnja novog glavnog lansirnog centra Sriharikota, blizu grada Madrasa, na jugoistočnoj obali Indije.

### Brazil
Brazil vodi najnapredniji svemirski program u Latinskoj Americi i jedna je od glavnih svemirskih sila u nastajanju, s glavnim ciljem dostizanja lansirne autonomije u području lansirnih vozila, lansirnih baza i u proizvodnji satelita. Potaknut prvim lansiranjima satelita i atmosferskih raketa razvijenih zemalja tijekom 1950-ih godina (posebno u sklopu IGY-a), Brazil se odlučio uključiti u osvajanje svemira. Dekretom predsjednika, 1961. osnovana je Nacionalna komisija za svemirske aktivnosti (COGNAE) sa zadaćom poticanja, koordiniranja i potpomaganja studija u svemirskom području, stvaranja tima kompetentnih stručnjaka i uspostavljanja međunarodne suradnje. Tijekom svog postojanja ponajviše je bila koncentrirana na istraživanje atmosferskih pojava (sounding rakete).
U nastojanju da se razvoj brazilskog svemirskog programa (MECB) stavi pod veći civilni nadzor, 10. veljače 1994. osnovana je Brazilska svemirska agencija ili AEB (port. Agencia Espacial Brasileira), pod direktnom kontrolom predsjednika. AEB nadzire MECB program, s time da je Ministarstvo zrakoplovstva i dalje nadležno za lansirnu infrastrukturu i rakete, a INPE nastavlja usmjeravati razvoj satelita. Odmah nakon osnivanja AEB-a, Brazil je objavio da će prihvatiti Režim nadzora tehnologije projektila ili MTCR (engl. Missile Technology Control Regime), što je nakon službenog potpisivanja sporazuma i ulaska u MTCR članstvo, u listopadu 1995., dovelo do ponovnog zatopljavanja odnosa sa SAD-om i jače međunarodne suradnje.

### Kanada
Kanadska svemirska agencija ili CSA (engl. Canadian Space Agency) osnovana je prilično kasno, 1989., kao federalna organizacija s relativno "skromnim", ali kontinuirano rastućim proračunom (250 milijuna američkih dolara). Sjedište CSA je John H. Chapman Space Centre, u Quebecu, nazvano po čovjeku koji se smatra ocem kanadskog svemirskog programa. Ovdje se nalaze različiti administrativni i tehnički uredi, odjel za astronaute, međunarodnu suradnju, kontrolu satelita, simulatori za robotsku ruku, centar za potporu misijama razvoja proteinskih kristala, itd. 

### Australija
Unatoč neodlučnosti australske vlade, australski su studenti krajem 1980-tih godina započeli svoja vlastita istraživanja i razvoj sounding raketa. Tako je početkom 1990-ih godina osnovan Australski svemirski istraživački institut ili ASRI (engl. Australian Space Research Institute), kao neprofitna organizacija, koju vode isključivo dragovoljci. Većinu posla ASRI obavlja u suradnji s australskim sveučilištima i institutima tehnološke orijentacije, poput onih u Sydneyu, Melbourneu, Adelaideu i Brisbaneu (Queensland), pa to programu daje potrebnu dozu stručnosti i ozbiljnosti. Većina lansiranja obavlja se iz baze Woomera, u južnoj Australiji. Logističku potporu prilikom lansiranja i opskrbu raketnim motorima na kruto gorivo pruža australska vojska.

### Ukrajina
Nakon raspada Sovjetskog Saveza, 1991., Ukrajina je uz Rusiju naslijedila najveći dio sovjetske raketne i svemirske industrije. Većina razvojnih i proizvodnih kapaciteta smještena je u Dnjipru, Harkivu i glavnom gradu Kijevu. U Dnjipru se nalazi glavni konstruktorski centar Yuzhnoye (M. Yangel) i glavni proizvodni centar Yuzhmash (M. Makarov), koji su još u sovjetsko vrijeme bili jedni od glavnih razvojnih i proizvodnih centara, a danas čine kralježnicu ukrajinskog svemirskog sektora. U 50 godina njihovog postojanja ovdje su stvorena mnogobrojna lasirna vozila Kosmos, Cyclone, Zenit i Dnepr obitelji, svemirske letjelice Okean i Intercosmos, dugačka serija vojnih satelita pod zajedničkim nazivom Kosmos, te autonomne višenamjenske platforme za znanstvene satelite (AUOS). Zanimljivo je da Yuzhmash za rusko ministarstvo obrane proizvodi i uz pomoć vlastitih lansirnih vozila Zenit-2 iz Bajkonura lansira ruske izviđačke (špijunske) satelite Tselina-2, što je vjerojatno jedini takav slučaj u svijetu. 
Ukrajinska nacionalna svemirska agencija ili SSAU (ukraj.: Державне космічне агентство України, Deržavne kosmične ahentstvo Ukrajini) ili prije 2010.  NSAU  (ukraj.: Національне космічне агентство України, НКАУ, engl. the National Space Agency of Ukraine) ima sjedište u Kijevu i bavi se proizvodnjom telemetrijskih i upravljačkih sustava (Kievpribor) za velik broj različitih ruskih i ukrajinskih satelita (Meteor, Interkozmos i Gorizont), svemirskih letjelica Sojuz i Progress, te modula svemirskih postaja Mir i ISS. U Kijevu se nalaze i postrojenja za razvoj i proizvodnju svemirskih radio uređaja, komponenata zemaljske kontrolne infrastrukture, sustava za kontrolu i procesuiranje podataka (Kurs) i druga postrojenja. Od znanstvenih institucija treba, između ostalog, izdvojiti državni centar (Pryroda) za obradu, diseminaciju i pohranu iz svemira prikupljenih podataka, međunarodni centar za svemirsko pravo, SSAU-in svemirski istraživački insitut i državno poduzeće Radiant.

### Izrael
S obzirom na svoju veličinu, Izrael je uspio razviti vrlo napredan svemirski program. Izrael tako posjeduje svoje vlastito lansirno vozilo, svoju vlastitu svemirsku bazu i kapacitet za razvoj svojih vlastitih satelita. Kada je 1988. lansiran Ofeq 1 satelit, Izrael se pridružio ograničenoj grupi od 8 svemirskih sila, posjedujući sva potrebna sredstva za pristup svemiru. Svemirskim aktivnostima upravlja Izraelska svemirska agencija, osnovana 1982., pod nadzorom Ministarstva znanosti, kulture i sporta.
Izraelska svemirska agencija ili ISA (engl. Israel Space Agency) osnovana je 1983. Trenutačno planira dva znanstvena projekta u okviru međunarodne suradnje. Jedan se odnosi na UV teleskop, koji bi bio ugrađen u indijski geostacionarni satelit G Sat-4, a drugi na razvoj inovativnog mikrosatelita s ugrađenom multispektralnom kamerom i eksperimentalnim električnim manevarskim pogonom, u suradnji s francuskom svemirskom agencijom (CNES).

### Južna Koreja
Južnokorejska aeronautička i svemirska agencija ili KARI (engl. Korea Aerospace Research Institute) osnovana je 1981. s ciljem razvoja svemirske tehnologije. Glavni laboratoriji smješteni su u Daejeonu, u znanstvenom gradu Daedeok, glavna suborbitalna lansirna baza je Anhueng, a proračun KARI-a iznosio je 2003. oko 150 milijuna američkih dolara. KARI je 1990. počeo razvijati svoje vlastite rakete, što je rezultiralo nastankom prvih jednostupanjskih i dvostupanjskih južnokorejskih sounding raketa KSR-I i KSR-II, ponajviše korištenim za mjerenje distribucije ozonskog sloja u stratosferi. Krajem 1997., KARI je započeo razvoj prvog južnokorejskog raketnog motora na tekuće gorivo (tekući kisik i kerozin) i suborbitalne rakete KSR-III, s ciljem razvoja pokusne podloge za buduće svemirsko lansirno vozilo. Raketa je pokusno lansirana 2002.

### Ostale zemlje
Do 2006. samo je 7 zemalja ostvarilo neovisan pristup svemiru. To su: Rusija, SAD, Europa, Japan, Kina, Indija i Izrael. Nekoliko drugih zemalja, poput Južne Koreje, Pakistana, Irana i Brazila, nalazi se u ranim fazama tog razvoja, dok druge zemlje nemaju za to dovoljno političke volje ili ekonomskih i znanstveno-tehnoloških mogućnosti. Mnoge zemlje imaju sposobnosti razvijanja vlastitih, manje zahtjevnih satelita i pojedine zemaljske opreme, ali ih nisu u stanju samostalno lansirati, oslanjajući se pri tome na inozemne lansirne usluge, baze i lansirna vozila. 
Od raketne tehnologije većina zemalja posjeduje atmosferske i suborbitalne rakete, te projektile kratkog i srednjeg dometa, međutim i među njima postoji naglašena razlika na različite skupine zemalja sa slabom, osrednjom i visokom razvijenošću u ovom području. Tako neke zemlje uopće ne posjeduju i ne lansiraju ove rakete, neke zemlje lansiraju samo vrlo male atmosferske rakete (dometa do 20 km), dok su neke zemlje toliko napredovale da mogu proizvesti i lansirati suborbitalne rakete na visinu veću od tisuću kilometara, približavajući se karakteristikama malih lansirnih vozila.
Područja primjene svemirske tehnologije (posebno u području telekomunikacija, motrenja i navigacije) dovela su do toga da je danas gotovo svaka zemlja na neki način (direktno ili indirektno) uključena u njenu primjenu i razvoj, jer osim što u nekim slučajevima uopće nema alternative, nerijetko može biti i dobra zamjena za izgradnju vrlo skupe ili nerentabilne zemaljske infrastrukture (npr. slabo naseljena i/ili siromašna područja).
Treba posebno istaknuti razvoj globalnih (Intelsat, Inmarsat, Intersputnik, NATO), regionalnih (npr. Eutelsat, Arabsat, SES-Astra, Palapa, Asiasat) i nacionalnih (zemlje s povećanim potrebama i mogućnostima) satelitskih telekomunikacijskih sustava (TV, radio, telefon/fax, mobitel, internet) koji bitno pridonose međunarodnom regionalno-kontinentalnom povezivanju i globalizaciji, ali i potiču uključivanje većine zemalja u svijetu na uporabu svemirske tehnologije i na investicije u nju. To posebno utječe na razvoj i izgradnju zemaljske infrastrukture (prijamnih i odašiljačkih stanica, centra za obradu i diseminaciju podataka i sl.), satelita i pojedine opreme i u onim zemljama koje nisu svemirske sile.
Na uključivanje pojedinih zemalja i njihovu suradnju u razvoju i primjeni raketne i svemirske tehnologije utječu različiti čimbenici, a posebno: stupanj dostignutog razvoja, veličina i morfologija zemlje (broj stanovnika, površina, razvedenost, geografija), povijesni i ideološki razlozi (podjela svijeta na različite blokove, vjere i kulture), utjecaj zemalja u okruženju (suradnja ili konfrontacija) i sl. Zemlje istočnog bloka su kroz sporazume o partnerstvu i suradnji bile uključene u sovjetski svemirski program, a od 1978. SSSR je počeo lansirati astronaute istočnoeuropskih zemalja (od Poljske do Bugarske), kao i astronaute Kube, Mongolije, Vijetnama, Indije, Sirije, Afganistana i Francuske.
S druge strane, SAD je surađivao i po uzoru na Sovjetski Savez od 1983. počeo u svemir lansirati astronaute zapadnoeuropskih zemalja, Kanade, Meksika, Japana i Saudijske Arabije. U okviru te suradnje mnoge su zemlje razvile određene svemirske potencijale (znanstvena oprema, zemaljska infrastruktura, institucije, istraživanja i sl.) koje im služe i danas. Tako primjerice, mnoge istočnoeuropske zemlje (članice ili kandidatkinje za EU) danas imaju dovoljno iskustva i podlogu za postupno uključivanje u članstvo i aktivnosti Europske svemirske agencije (ESA), dok mnoge bivše republike Sovjetskog Saveza surađuju na tom polju s Rusijom (tradicija, nacionalni ponos, očuvanje i razvoj postojećih potencijala). 
Uz Brazil, u Latinskoj Americi u svemirskom su području najaktivniji Meksiko, Argentina i Čile, posebno u području izgradnje regionalnih i nacionalnih telekomunikacijskih i promatračkih sustava (razvoj zemaljske infrastrukture i satelita). Na inicijativu Franklina Changa-Diaza, NASA-in astronauta sa 7 svemirskih misija, fizičara plazme i dizajnera elektromagnetske propulzije za buduće misije na Mars, podrijetlom iz Kostarike, u Latinskoj se Americi već niz godina radi na razvoju Latinoameričke svemirske agencije (po uzoru na ESA-u) ili bar suradnje koja bi kroz svrsishodne projekte ujedinila raspršene svemirske i druge potencijale različitih zemalja Latinske Amerike. 
Na području Azije, uz Japan, Kinu i Indiju, najaktivnije u svemirskom području su zemlje jugoistočne Azije (ASEAN), a posebno Indonezija i Tajland, kroz izgradnju regionalnih i nacionalnih telekomunikacijskih i motrilačkih satelitskih sustava. Tu su još i Sjeverna i Južna Korea, koje osim razvoja satelita i zemaljske infrastrukture ubrzano rade na razvoju svojih raketa i lansirnih vozila. Na području središnje Azije, dvije najaktivnije zemlje su Pakistan (predvodnik inter-islamske mreže svemirske znanosti i tehnologije - ISNET) i Iran, sposobne u relativno bliskoj budućnosti razviti vlastito lansirno vozilo, dok na području jugozapadne Azije najaktivnije zemlje su Saudijska Arabija (predvodnica Arabsat zemalja) i Turska.
Na području Afrike najaktivnije zemlje su Južnoafrička Republika i Egipat, te ostale pretežno sjevernoafričke zemlje (članice Arabsat sustava). Za razvoj svemirskih istraživanja i primjene na globalnoj razini, važnu povijesnu, a vjerojatno i sve značajniju ulogu (uz određene reforme) u budućnosti imat će Ujedinjeni Narodi (UN), Međunarodna astronautička federacija (IAF) i međunarodni Komitet za svemirska istraživanja (COSPAR).
Ured Ujedinjenih Naroda za svemirska pitanja ili UNOOSA (engl. United Nations Office for Outer Space Affairs) je UN-ov ured odgovoran za promoviranje međunarodne suradnje kroz mirotvorno istraživanje svemira. Osnovan je kao mala radna skupina, 13. prosinca 1958., a od 1993. djeluje kao stalni Ured pri sjedištu UN-a u Beču. Uredom upravlja direktor i sastoji se od Sekcije za svemirske aplikacije (SAS) i Sekcije za istraživanje i pružanje različitih usluga (CSRS). Ured implementira odluke Generalne Skupštine UN-a i Odbora za miroljubivo iskorištavanje svemira (UNCOPUOS), te podržava međunarodni dijalog u okviru odbora i njegovog pododbora za znanost i tehnologiju i pododbora za svemirsko pravo, implementira UN-ov Program svemirskih aplikacija (PSA), pokrenut 1971. s ciljem primjene svemirske znanosti i tehnologije za ekonomski i socijalni razvoj svih naroda, a posebno zemalja u razvoju; održava Registar objekata lansiranih u svemir; prati pravni, znanstveni i tehnički razvoj, te priprema i distribuira izvješća, studije i publikacije u svemirskom području, kako bi pružio tehničke informacije i savjete državama članicama, međunarodnim organizacijama i drugim uredima UN-a; te daje potporu organizaciji konferencije UN-a o Istraživanju i
mirotvornom iskorištavanju svemira (UNISPACE).
Međunarodna astronautička federacija ili IAF (engl. International Astronautical Federation) je nevladina međunarodna organizacija sa sjedištem u Parizu, utemeljena 1951. Ima 165 članova iz 44 zemlje širom svijeta, koji potječu iz industrije, profesionalnih udruženja, vladinih organizacija i obrazovnih institucija. 1960. IAF je osnovala Međunarodnu astronautičku akademiju (IAA) i Međunarodni institut za svemirsko pravo (IISL), uz čiju suradnju svake godine organizira Međunarodni astronautički kongres. Usko surađuje s UN-om i COSPAR-om. 
Nakon što je Sovjetski Savez, 1957., lansirao prvi umjetni zemljin satelit i time otvorio svemirsko doba, Međunarodno vijeće za znanost (ICS / ICSU) utemeljilo je tijekom jednog svog međunarodnog susreta u Londonu 1958., Odbor za svemirska istraživanja ili COSPAR (engl. Committee on Space Research). Od svog početka, COSPAR je djelovao kao entitet koji zanemaruje političke aspekte i promatra sva pitanja isključivo sa znanstvenog stajališta, što je igralo veoma važnu ulogu u ostvarenju suradnje između Istoka i Zapada. Kao interdisciplinarna znanstvena organizacija COSPAR je danas pretežno usmjeren na unapređenje svih vrsta istraživanja provedenih svemirskim sredstvima (uključujući i balone); djeluje kao forum za predstavljanje najnovijih znanstvenih rezultata, razmjenu informacija i mišljenja i raspravu o problemima; savjetuje UN i druge međunarodne organizacije o pitanjima vezanim uz svemirska istraživanja; djeluje kao tijelo za pripremu standarda vezanih uz svemirska istraživanja; i promiče međunarodnu suradnju u istraživanju svemira i njegovom iskorištavanju na dobrobit cjelokupnog čovječanstva. 
Kada je riječ o Hrvatskoj, ona vrlo malo ulaže u znanstvena istraživanja i tehnološki razvoj, a unatoč nekim potencijalima, gotovo da i nije prisutna u području svemirskih aktivnosti. Iako je bivša Jugoslavija bila jedna od najranijih članica Međunarodne astronautičke federacije (IAF), u kojoj su održana i dva IAF-ova kongresa (1967. u Beogradu i 1978. u Dubrovniku), Hrvatska nije članica. Također, za razliku od većine europskih i razvijenijih svjetskih zemalja, Hrvatska nije članica niti međunarodnog Odbora za svemirska istraživanja (COSPAR). Hrvatska je (sasvim slučajno) članica globalnih (javnokomercijalnih) telekomunikacijskih satelitskih sustava Intelsat i Inmarsat, europskog regionalnog satelitskog telekomunikacijskog sustava Eutelsat (sateliti Hotbird i dr.), a pokrivena je i signalima mnogih komercijalnih mreža satelita i sustava (npr. SES-Astra, Iridium, Globalstar).
Hrvatska dosta stidljivo upotrebljava navigacijski sustav GPS (navigacija za automobile tek se uvodi), te je tek na pragu upotrebbljavanja informacija dobivenih putem različitih motrilačkih satelita (npr. u kartografiji i prostornom planiranju - GIS, nadgledanju terena, požara, poplava, i td.), dok je nešto aktivnija u primjeni meteoroloških podataka (Eumetsat / Meteosat). Hrvatska ne posjeduje vlastite satelite, znatniju zemaljsku infrastrukturu ili vlastita lansirna vozila. Hrvatska također ne posjeduje i ne lansira čak ni malene atmosferske (sounding) rakete, a skromna meteorološka ispitivanja obavljaju se tek uz pomoć malih atmosferskih balona (Zagreb).
Zahvaljujući ponajprije osobnom zalaganju nadahnutih pojedinaca, u Hrvatskoj postoji dvadesetak astronomskih, astronautičkih, zrakoplovnih i raketnih društava i desetak zvjezdarnica, od kojih su najpoznatije one u Višnjanu (asteroidi), Rijeci, Hvaru (solarni opservatorij) i Zagrebu. Od nedavna je kao nevladina i neprofitna organizacija osnovana i Hrvatska svemirska agencija (HSA).
U Hrvatskoj, poglavito u Zagrebu, postoje različite institucije, poput sveučilišta, instituta i zavoda (PMF, FSB, FER, HAZU, Ruđer Bošković, Zrakoplovnotehnički zavod, i td.), poduzeća (Končar, Ericsson Nikola Tesla, Gredelj, Đuro Đaković, brodograđevna i kooperantska industrija i sl.) i pojedinci, koji bi pod uvjetom formiranja odgovarajuće, kvalitetne organizacije i financijske podloge, mogli u sljedećuh 10 do 20 godina uvesti Hrvatsku u svemirsko doba. Ovdje treba pridodati i potencijale Hrvatske vojske, mornarice i zrakoplovstva (npr. pri nabavi osjetljive opreme, eksplozivnih materijala, uporabi poligona za ispitivanje, srodnih tehnologija, itd.) za primjenu u mirotvorne svrhe, kao i potencijale hrvatskih iseljenika uključenih u različite aspekte (znanstvene, tehnološke i industrijske) inozemnih svemirskih programa.
U financiranje i dijelom organizaciju svemirskih aktivnosti u Hrvatskoj, prije ili kasnije se mora uključiti država. U pripremnoj fazi u tu je svrhu potrebno uložiti barem 1 milijun Eura godišnje, uz postupno povećanje tog iznosa na 30 milijuna Eura (oko 0,1 % GDP-a), investirajući znatan dio tog novca za razvoj domaće svemirske industrije i pojedinih (posebno znanstvenih, tehnoloških i obrazovnih) institucija.